# Matteo Luciani
Matteo Luciani (Salerno, 23 gennaio 1812 – Napoli, 11 settembre 1888) è stato un politico italiano.
Fu senatore del Regno d'Italia nella XV legislatura.

## Biografia

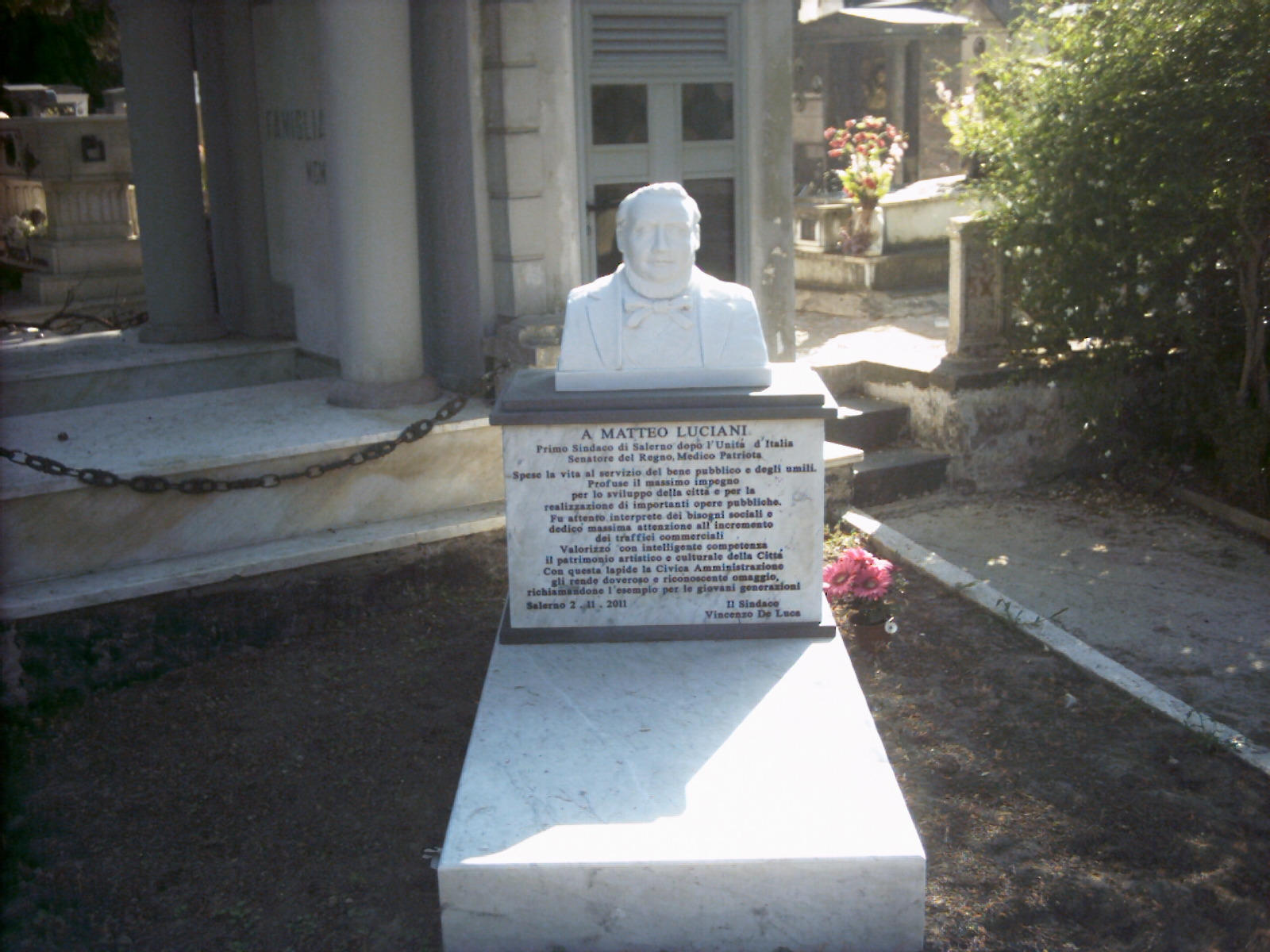
Tomba di Matteo Luciani nel cimitero di Salerno.

Figlio di Gregorio, medico, e di Vittoria de Cositore, nacque a Salerno il 23 gennaio 1812, diventando medico. Liberale, esponente della Destra storica, dopo l'unità d'Italia fu il primo sindaco di Salerno. Durante i suoi mandati fece molte cose per Salerno: inaugurò il Corso Vittorio Emanuele, fece costruire nuovi palazzi, installò per la prima volta l'illuminazione a gas (prima nelle vie principali e poi in tutta la città), ripulì via Indipendenza, che era una sorta di discarica, e iniziò i lavori per la costruzione del teatro comunale (inaugurato nel 1872).